# Psychotria crocochlamys
Psychotria crocochlamys är en måreväxtart som beskrevs av Noel Yvri Sandwith. Psychotria crocochlamys ingår i släktet Psychotria och familjen måreväxter. Inga underarter finns listade i Catalogue of Life.